# Hebeanlage

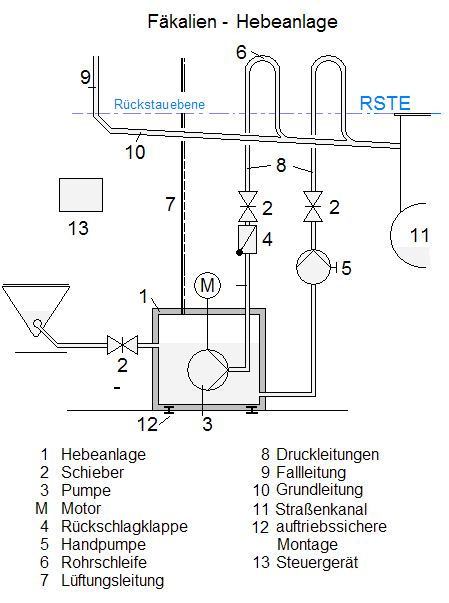
Fäkalien-Hebeanlage

Hebeanlagen sind automatisch arbeitende Anlagen, die das Abwasser, das unter der Rückstauebene anfällt, rückstausicher ableiten oder auf ein höherliegendes Niveau pumpen. Eine Hebeanlage ist also erforderlich, wenn das Abwasser nicht mit Gefälle abgeleitet werden oder Niederschlagswasser, das unter der Rückstauebene anfällt, nicht versickern kann.

## Aufbau
Die Abwasserhebeanlage wird am tiefsten Punkt im Keller entweder frei oder in einer Grube aufgebaut bzw. in einem Schacht (Pumpensumpf) untergebracht. Damit ein Schutz gegen Rückstau erreicht wird, muss die Hebeanlage über eine Rückstauschleife entwässern, die mindestens 300 Millimeter über die Rückstauebene nach oben ragt. Die Hebeanlage pumpt auch bei Rückstau Abwasser in die öffentliche Kanalisation, die Hausentwässerung bleibt in vollem Umfang betriebsfähig. Bei Stromausfall ermöglicht eine Handpumpe die Entsorgung, bei großen Anlagen ist der Ausfall einer Pumpe durch eine parallel geschaltete Zweitpumpe abgesichert.
Nach DIN 1986-100 dürfen Ablaufstellen oberhalb der Rückstauebene nicht über eine Hebeanlage entwässert werden.

## Arten
- Hebeanlagen für fäkalienhaltiges Schmutzwasser aus WC- und Urinalanlagen, das Geruchsbelästigung verursacht, haben einen geschlossenen, gas- und wasserdichten Behälter, in dem das Schmutzwasser gesammelt wird. Solche Abwasserhebeanlagen haben zusätzliche Einrichtungen, um Geruchsbelästigungen zu verhindern und um hygienische Standards sicher einzuhalten.
- Hebeanlagen für fäkalienfreies Wasser sind meist Tauchmotorpumpen, die Wasser aus einem offenen Sammelschacht (Pumpensumpf) nach oben pumpen.

## Normen
- DIN EN 12056 Schwerkraftentwässerungsanlagen innerhalb von Gebäuden (Grundnorm)[1]
  - Teil 1: Allgemeine Ausführungsanforderungen
  - Teil 4: Abwasserhebeanlagen – Planung und Bemessung
- DIN EN 12050 Hebeanlagen für Gebäude[2]
  - Teil 1: Fäkalienhebeanlagen
  - Teil 2: Schmutzwasserhebeanlagen
  - Teil 3: Fäkalienhebeanlagen zur begrenzten Verwendung
- ÖNORM B2501 Planung und Ausführung von Rückstausicherungen. Gemäß dieser Norm ist statt einer klassischen Abwasserhebeanlage auch eine Rückstau-Hebeanlage zulässig.